# Road Warrior Hawk
Michael James Hegstrand (Chicago, 26 de janeiro de 1957 — Indian Rocks Beach, 19 de outubro de 2003) foi um lutador de wrestling profissional estadunidense. Ele é muito conhecido como Road Warrior Hawk, sendo membro do tag team conhecido como Road Warriors, com Road Warrior Animal.
São inúmeros os títulos que Road Warriors conquistaram. A revista Pro Wrestling Illustrated coroou-os como o melhor tag team da história do wrestling, no ano de 2003. Na WWF, a dupla conquistou por uma vez o WWF Tag Team Championship. Também foram os vencedores da Jim Crockett Sr. Memorial Cup de 1986.

## Morte
Hegstrand morreu em 19 de Outubro de 2003, no início da manhã em sua casa, na cidade de Indian Rocks Beach, Flórida. Seus amigos mencionaram que ele e sua mulher, Dale, compraram recentemente um condomínio. Quando a sua esposa chegou às 1h00, ele havia morrido após aparentemente ter sofrido um ataque no coração.

## Ligações Externas
- Site Oficial - Road Warriors
- Road Warrior Hawk. no IMDb.